# Geschichte der Kartografie
Die Geschichte der Kartografie oder Kartografiegeschichte befasst sich mit den Methoden, Verfahren und Ergebnissen der Kartografie in historischer Hinsicht.

## Definitionen

### Geschichte der Kartografie
Die eigentliche Geschichte der Kartografie betrachtet im Einzelnen folgende Themen:
- Entwicklung der technischen Verfahren der Kartenherstellung und der Kartenreproduktion.
- Entwicklung der kartografischen Zeichensprache, der Kartengestaltung, der Kartenprojektionen und der Kartennutzung.
- Biografische Aspekte der einzelnen Kartografen.
- Bildung von kartografischen Schulen, Ausbildungstraditionen, Institutionen und Organisationen.
- Entstehung von Kartensammlungen.
- Erfassung und Dokumentation der kartografischen Literatur.

Die Geschichte der Kartografie ist ein stark interdisziplinäres Arbeitsgebiet mit engem Bezug zu anderen Wissenschaften wie Wissenschaftsgeschichte, Historische Geographie, Entdeckungsgeschichte, Kulturgeschichte, Kunstgeschichte, Polygrafie, Buchgeschichte, Verlagswesen, Bibliothekswesen, Archivwesen, Globenkunde und Vermessungswesen. In diesem Sinne ist die Geschichte der Kartografie nicht Bestandteil der Kartografie, sondern stellt mittlerweile ein eigenes Fachgebiet der historischen Grundwissenschaften dar.

### Kartengeschichte
Im weiteren Sinn gehört zur Geschichte der Kartografie auch die Kartengeschichte, die Entstehung und Schicksal einzelner Karten oder Kartenwerke erforscht und beschreibt. In der fachlichen Praxis und im sprachlichen Allgemeingebrauch werden die beiden Fachgebiete oft nicht scharf getrennt.
Die Kartengeschichte bearbeitet folgende Themen:
- Entstehung und Entwicklung von einzelnen Karten und Kartenwerken.
- Beschreibung der Geschichte von kartenverwandten Darstellungen wie Globen und Panoramen.

Im Gegensatz zur Geschichte der Kartografie wird die Erforschung einzelner Karten nicht auf universitärem Niveau betrieben. Jedoch bedingt die Beschäftigung mit der Geschichte der Kartografie genaue Kenntnisse aus der Kartengeschichte und umgekehrt, so dass keines der beiden Gebiete isoliert bearbeitet und betrachtet werden kann.

### Verhältnis zur Historischen Geographie
Nicht zur Geschichte der Kartografie gehört die Historische Geographie, die versucht, aus kartografischen Quellen vergangene Weltbilder zu erschließen. Die Historische Geographie stützt sich auf Forschungsergebnisse der Geschichte der Kartografie und der Kartengeschichte. So ist beispielsweise die möglichst genaue Datierung und Quellenkritik einer alten Karte Aufgabe der Kartengeschichte, ohne die eine verlässliche Interpretation und Nutzung dieser Karte durch die Historische Geographie nicht möglich ist.

## Entwicklung der Kartografie und der Karten
Die Geschichte der Kartografie umfasst alle Zeitalter, alle kulturellen Räume, alle Reproduktions- und Druckverfahren, eine große Vielfalt von Kartentypen sowie die Biographien tausender Kartografen.
Man nimmt heute an, dass Karten bereits in einem frühen Stadium der Menschheit entstanden sein müssen. Diese Karten sind nicht erhalten, da es sich beispielsweise um Zeichnungen im Sand oder um mündlich weitergegebene, formalisierte Beschreibungen räumlicher Verhältnisse gehandelt haben mag. Derartige Karten, die freilich eine weite Definition des Begriffs „Karte“ bedingen, wurden noch im 20. Jahrhundert bei Ureinwohnern Australiens dokumentiert.

### Urgeschichte
In ukrainischen Meschyritsch fand sich eine Gravierung auf einem Stück Mammut-Elfenbein. Sie könnte die Hütten des Wohnplatzes darstellen und dann die älteste bekannte Landkarte sein. Der paläolithische Fundort wird etwa auf 13.000 v. Chr. datiert.
Aus der Zeit der Urgeschichte hat man fast nur Vermutungen und dürftige Nachrichten über Karten primitivster Art, von denen sich fast keine Spuren erhalten haben. Die bisher älteste kartografische Darstellung fand man im Jahre 1963 im türkischen Çatalhöyük bei den Ausgrabungen einer neolithischen Siedlung. Die Wandmalerei zeigt die Siedlung um 6200 v. Chr. mit ihren Häusern und dem Doppelgipfel des Vulkans Hasan Dağı.

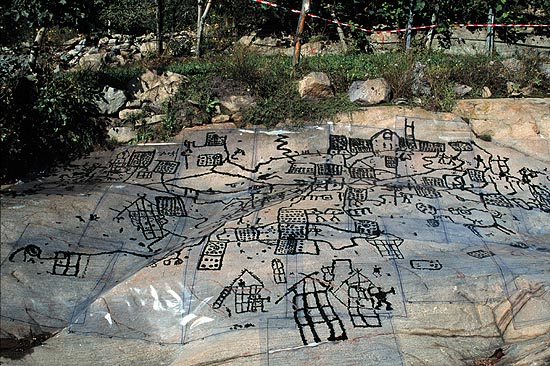
Felsen Bedolina 1 mit Karte des Ortes (bei Capo di Ponte im Val Camonica)

Um 1500 v. Chr. entstanden im heutigen Italien bei Capo di Ponte im Val Camonica zahlreiche Petroglyphen. Einer davon zeigt auf 4,16 × 2,30 m den Plan eines Ortes sowie Tiere und Menschen.

### Frühgeschichte
Vielfältige kartografische Zeugnisse haben sich aus dem alten Mesopotamien erhalten. Als älteste Kartendarstellung gilt eine Tontafel aus der akkadischen Stadt Nuzi (das heutige Jorgan Tepe südwestlich von Kirkuk im Irak). Sie stammt aus der Zeit zwischen 2340 und 2200 v. Chr. Auf der 7 × 7 cm großen Tontafel sind Berge, Flüsse und Städte des nördlichen Mesopotamien eingezeichnet. Die Erde schwimmt als runde Scheibe im Weltmeer. In Babylonien entstand um ca. 1500 v. Chr. auf einer 21 × 18 cm großen Tontafel ein Stadtplan von Nippur, der das Stadttor, diverse Gebäude und den Euphrat zeigt und in sumerischer Keilschrift beschriftet ist. Sehr bekannt ist auch die so genannte babylonische Weltkarte, eine Keilschrifttafel aus dem 6. Jahrhundert v. Chr.

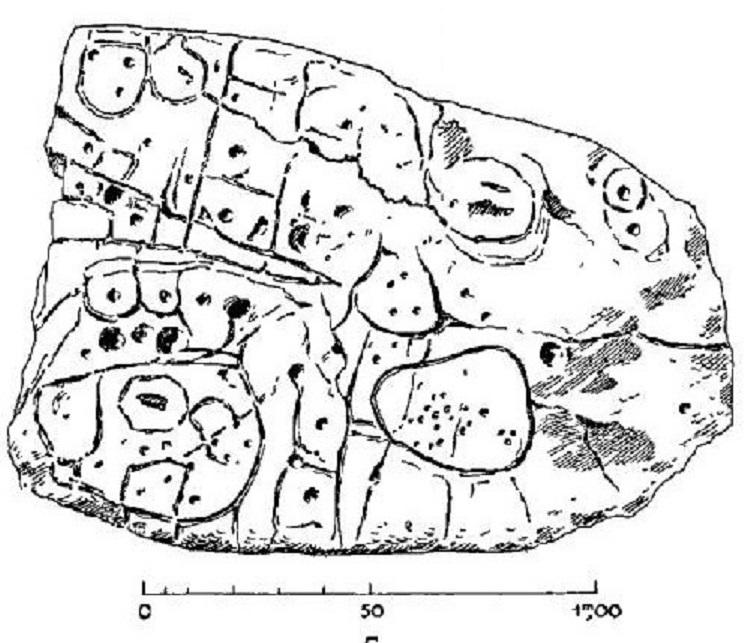
Skizze der Gravuren auf dem Stein von Saint-Bélec

1900 wurde der durch Gravur bearbeitete Stein von Saint-Bélec, bei Ausgrabungen in Leuhan, Finistère, westliche Bretagne vom lokalen Archäologen Paul du Chatellier gefunden. Der vergessene Stein wurde 2014 im Keller eines Schlosses wiederentdeckt und mit modernsten Methoden, wie 3-D-Scan, untersucht. Im April 2021 wurde die noch 2,20 m × 1,53 m große, tonnenschwere Steinplatte auf bronzezeitlich, von 2200 bis 800 (oder 1900–1650) vor Christus datiert und als Karte eines etwa 21 × 30 km Gebiets, eines Teils der bretonischen Hügelkette Montagnes Noires (Schwarze Berge) interpretiert.
Alle Hochkulturen entwickelten Karten. Aus Ägypten ist von ca. 1300 v. Chr. eine Karte der nubischen Goldminenfelder auf Papyrus erhalten. Sie stellt das Becken östlich von Koptos mit einer Hauptstraße und dem Amunstempel dar.

### Antike
Aus der Antike sind deutlich mehr kartografische Zeugnisse bekannt als aus der Frühgeschichte. Aber auch diese sind nicht mehr alle erhalten, sondern teilweise nur in Erzählungen oder Lebensbeschreibungen einzelner Gelehrter indirekt nachgewiesen.

#### Griechisch, hellenistischer Kulturkreis
An erster Stelle stehen die Ergebnisse aus dem griechischen Kulturkreis. So soll beispielsweise Anaximander um 541 v. Chr. eine Weltkarte gezeichnet haben, die nicht überliefert ist. Hekataios von Milet benutzte diese um 500 v. Chr. für seine Aufzeichnungen und weitere Arbeiten. Er verfasste unter anderem die erste geographisch und historisch exakte Reisebeschreibung (Periegesis) der ihm bekannten Erde. Zur gleichen Zeit gab Herodot eine ausführliche Beschreibung, wie eine Weltkarte im Einzelnen zu zeichnen sei. Die Grenzen seines Welthorizontes sind Nordeuropa (Hyperborea), das Kaspische Meer, das westliche Indien und im Süden die Sahelzone. Dies entspricht etwa dem Bild des Hekataios. – Zur Zeitenwende entwarf Strabon mit seiner 17-bändigen Geographie ein Werk, das nicht zuletzt eine Weltkarte enthielt. Strabon ging bereits speziell auf zahlreiche Unsicherheiten der eingearbeiteten Informationen aufgrund der Quellenlage ein.

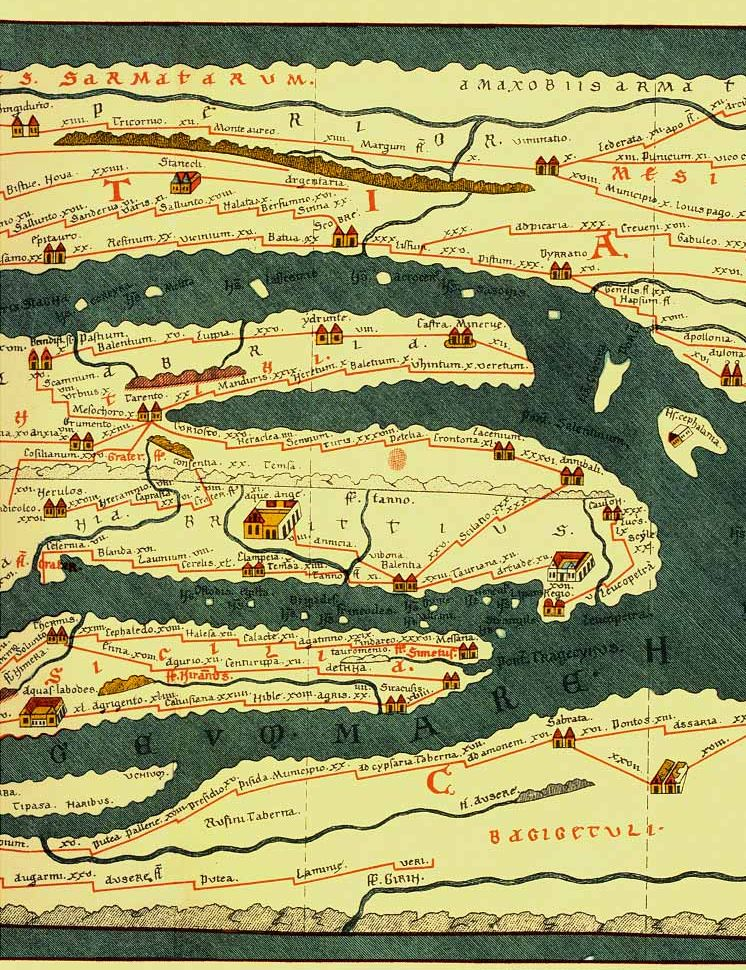
Tabula Peutingeriana (Ausschnitt)

Die wissenschaftliche Beschäftigung mit dem Erdbild kann in aller Kürze auf zwei Griechen zurückgeführt werden, die in Alexandria an der berühmten Bibliothek wirkten. Zum einen gelang es kurz vor 200 v. Chr. Eratosthenes von Kyrene, auf Basis des Sonneneinstrahlwinkels den Erdumfang zu berechnen. Dazu war die Annahme nötig, dass die Erde die Gestalt einer Kugel aufweise. Zum anderen sollte sich für die weiteren Epochen das Weltbild des Claudius Ptolemäus als prägend erweisen. Ptolemäus übernahm um 150 n. Chr. die Ansicht über die Kugelgestalt der Erde und setzte zugleich die Erde in den Mittelpunkt des Weltalls. Allerdings ging er, angelehnt an Poseidonios, bei seinen Arbeiten von einem Erdumfang aus, der wesentlich zu klein war. Bereits in den ältesten erhaltenen Manuskripten seiner Geographike Hyphegesis finden sich auch Erd- und Länderkarten. Das Werk war jedoch im Kern ein Verzeichnis von rund 8000 Ortspositionen mit den Attributen Breite und Länge (vergleichbar mit Koordinatenverzeichnissen in modernen Atlanten).

#### Römisches Reich

Rekonstruktion der Karte von Pomponius Mela.

Aus der römischen Antike sind nur wenige kartografische Dokumente erhalten, darunter die Forma Urbis Romae und die Katasterpläne von Orange. Marcus Vipsanius Agrippa ließ im Jahr 13 v. Chr. beim Bau der Porticus Vipsania eine in Marmor gravierte Weltkarte anbringen, die Plinius in seiner Naturalis historia als Grundlage seiner Geographie angibt. Von dieser Karte sind nur Abschriften bzw. Rekonstruktionen überliefert.
Ferner ist die Tabula Peutingeriana erhalten, eine von West nach Ost unnatürlich verzerrte Straßenkarte des römischen Reichs mit Angabe der Militärstationen und Entfernungsangaben in Meilen. Das antike Original ist verschollen, eine um das Jahr 400 entstandene Kopie zeigt die Gegebenheiten um 50 n. Chr. Die 1923 gefundene Routenkarte von Dura Europos entstand zwischen 230 und 235 und gilt als die älteste im Original erhaltene Straßenkarte Europas.

### Mittelalter
Im Mittelalter entstanden drei völlig unabhängige Kartentraditionen, nämlich (in der chronologischen Reihenfolge ihrer Entwicklung): Mappae mundi, Portolankarten, Ptolemäus-Karten.

#### Mappae mundi

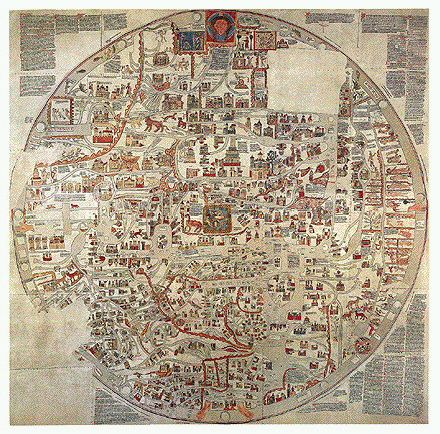
Ebstorfer Weltkarte

Fra Mauros Weltkarte von 1459

Die europäische Kartografie zu Beginn des Mittelalters war, verglichen mit dem hohen Wissensstand der Antike, ein bedeutender Rückschritt. Die antiken Kenntnisse wurden in der islamischen Welt weitergepflegt, deren Kartografie und Mathematik später wegweisend für die europäische Kartografie der Renaissance werden sollte. In Europa hingegen ging das kartografische Wissen der Antike weitgehend verloren. Die ersten Karten des Mittelalters waren religiöse Darstellungen, denen es nicht um eine im naturwissenschaftlichen Sinn exakte Kartierung der Welt ging. Die ältesten erhaltenen dieser mappae mundi stammen aus dem 8. Jahrhundert. Sie und ihre Nachfolger bis ins 15. Jahrhundert wurden meist von Mönchen angefertigt und waren Illustrationen zu theologischen und allgemeinbildenden Werken, die immer und immer wieder abgeschrieben wurden.
Die Mappae mundi können nach ihrer Form in mehrere Gruppen unterteilt werden:
- Die größte und bekannteste Gruppe wird durch die Radkarten (auch T-O-Karten genannt) gebildet. Wichtig bei diesem Typ war die zentrale Lage Jerusalems im stets runden Kartenbild. Die obere Hälfte nahm gewöhnlich Asien ein, während der Viertel links unten für Europa und der Viertel rechts unten für Afrika reserviert war. Man nennt diesen Typus von Karten deshalb auch T-O-Karten, da ihr Grundgerüst wie ein T innerhalb eines O aussieht. Gewöhnlich messen diese Karten nur etwa 10 bis 15 cm im Durchmesser. Dazu gehören namentlich die Karten aus den Etymologiae des Isidor von Sevilla und aus Macrobius’ Kommentar zum Werk Somnium Scipionis. Einige wenige T-O-Karten sind hingegen außergewöhnlich groß und weisen einen Durchmesser von bis zu 3,5 m auf. Zu diesen Riesenkarten zählen namentlich die Ebstorfer Weltkarte (ca. 1235) und die Hereford-Karte (ca. 1270).
- Eine weitere Gruppe der Mappae mundi ist nach Beatus von Liébana benannt. Die Beatus-Karten sind von ovaler Form und inhaltlich etwas mehr ausgeschmückt als die T-O-Karten, ohne jedoch die christliche Prägung zu verleugnen. Ein weiterer Urheber ovaler Mappae mundi ist Ranulph Higden.
- Nicht zuletzt gibt es zahlreiche Mischformen und eigenständige, nicht mit anderen Mappae mundi verwandte Karten. Hier zu nennen sind besonders die Weltkarte des Andreas Walsperger (1448/49) und die Weltkarte des Fra Mauro (1459). Bemerkenswert ist auch die Tabula Rogeriana, eine Weltkarte des spanisch-arabischen Gelehrten al-Idrisi, die er um 1150 auf Sizilien für König Roger anfertigte.

#### Portolankarten

Karte von Piri Reis, 1513

Portolankarten zeichnen sich durch bestimmte Merkmale aus: Sie sind sehr genau, nur die Küstenumrisse und die Namen der Hafenorte sind eingetragen, sie sind von einem Netz sich in Kompassrosen kreuzenden Linien überzogen, sie weisen oft grafische Maßstäbe auf. Üblicherweise wurde die Haut eines Schafes oder eines Rindes als Zeichenträger verwendet, wodurch die Portolankarten eine charakteristische Form aufweisen. Am häufigsten anzutreffen sind Portolankarten des Mittelmeers. Beispiele für diese Kartenkategorie sind die erste Karte dieses Typs, die Pisaner Karte (letztes Viertel des 13. Jahrhunderts) und der sogenannte Katalanische Weltatlas (1375).
Die Kunst der Portolankartenherstellung wurde in Venedig, Genua, Lissabon, Mallorca und anderen Orten gepflegt. In der Neuzeit wurden dank der neuen Entdeckungen nicht nur Portolankarten des Mittelmeeres gefertigt, sondern eigentliche Weltkarten im Portolankartenstil. Beispiele dieser späteren Periode sind die Karte von Piri Reis (1513) und die große Portolankarte von Diego Ribero (1529).

#### Ptolemäus-Karten

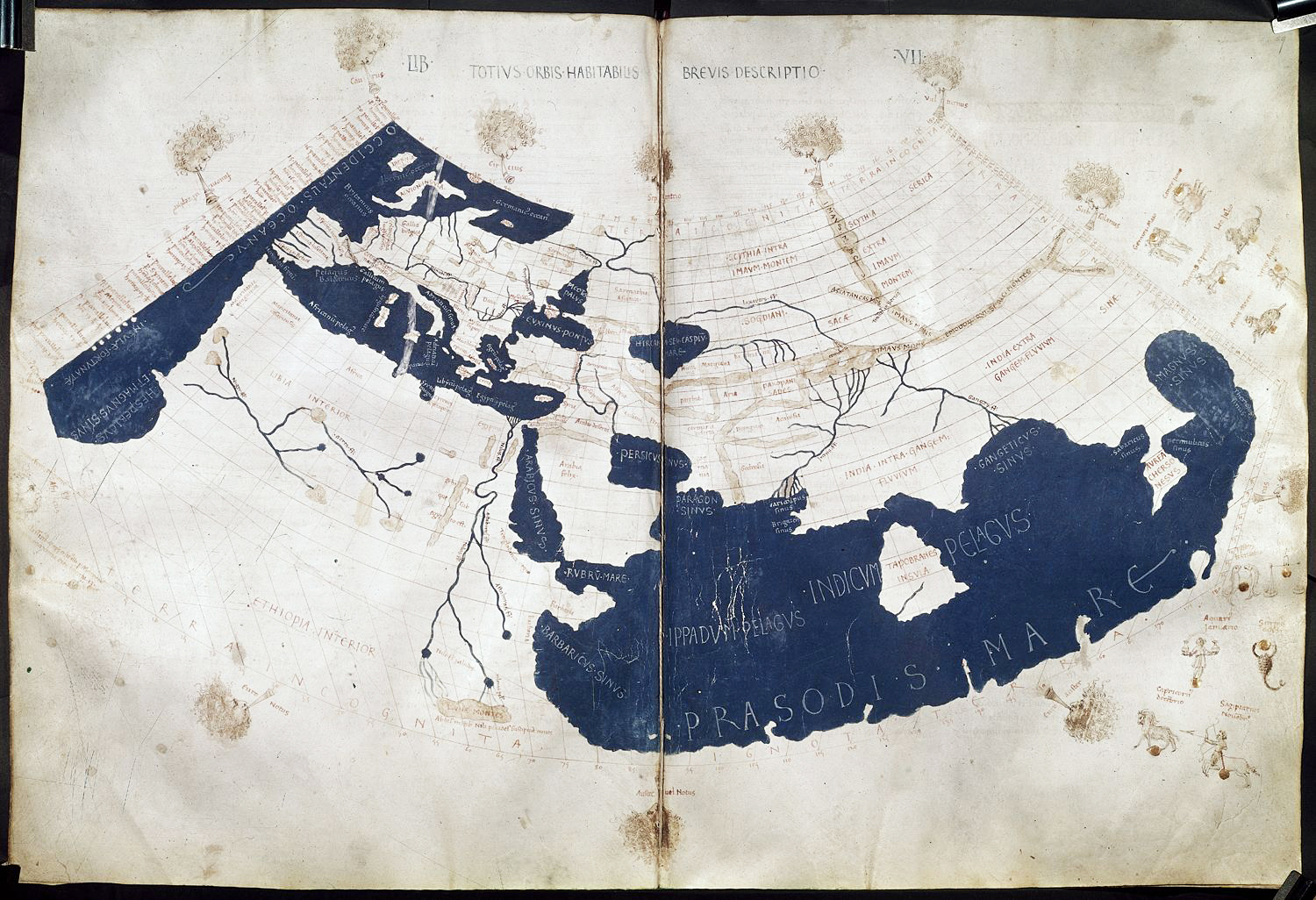
Ptolemäus-Weltkarte, Florenz, ca. 1450

Im 14. Jahrhundert gelangte ein griechisches, wohl über tausendjähriges Manuskript der Geographie des Claudius Ptolemäus von Konstantinopel nach Italien und wurde dort ins Lateinische übersetzt. In kürzester Zeit wurden davon Abschriften erstellt, die sich großer Beliebtheit erfreuten. Ptolemäus selbst hatte nur wenige grobe Skizzen gezeichnet, sein Werk enthält aber schriftliche Anleitungen und umfangreiche Tabellen zur Erstellung von Karten. Die auf dieser Grundlage erstellten Karten – Weltkarten und zahlreiche Detailkarten – werden Ptolemäus-Karten genannt. Mit ihnen wurde das Werk des Ptolemäus im Laufe der Jahrhunderte ergänzt. Nach 1450 wurden Ptolemäus-Atlanten durch den Buchdruck enorm verbreitet, rund 1300 Jahre nach Ptolemäus.
Die Ptolemäus-Karten galten als bedeutende Errungenschaft gegenüber den in Europa geläufigen Mappae mundi, da die Autorität des Ptolemäus außer Frage stand und seine Koordinaten-Angaben nicht angezweifelt wurden. Dabei waren zahlreiche Angaben des Ptolemäus fehlerhaft, und die auf ihnen beruhenden Karten waren im Vergleich zu den Portolankarten (die allerdings keine Landflächen abbildeten) keineswegs genauer.
Erst die verstärkte weltweite Seefahrerei um 1500 und eine neue, kritische Arbeitsweise der Kartografen läuteten eine Wende hin zu mehr Realitätsnähe in der Kartografie ein. Die Kosmografen begannen, im Anhang der Geographie des Ptolemäus neue Karten (sogenannte Tabulae novae) einzurücken, ohne aber die alten Karten wegzulassen. Ptolemäus-Atlanten des 16. Jahrhunderts sind deshalb ein eindrückliches Zeugnis vom Wandel des Weltbildes am Ende des Mittelalters. Auch Christoph Kolumbus war im Besitz eines Ptolemäus-Atlas. Einer der bekanntesten Kosmografen war Sebastian Münster.
Der Globus des Nürnberger Gelehrten Martin Behaim von 1492, auch Martin Behaims Erdapfel genannt, kann als Schlussstein dieser Periode angesehen werden, fehlen doch auf ihm noch die Kontinente Amerika und Australien.

### 16. und 17. Jahrhundert
Ab dem 16. Jahrhundert machen sich die Fortschritte der Kartografie schon sehr bemerkbar. Allmählich vollzieht sich die Emanzipation von Ptolemäus, die Adaption bestimmter Kartenprojektionen, die Auswechslung fabelhafter und hypothetischer Tierdarstellungen auf den weißen Flecken in Asien und Afrika mit den Ergebnissen neuer Entdeckungen.

#### Weltkarten

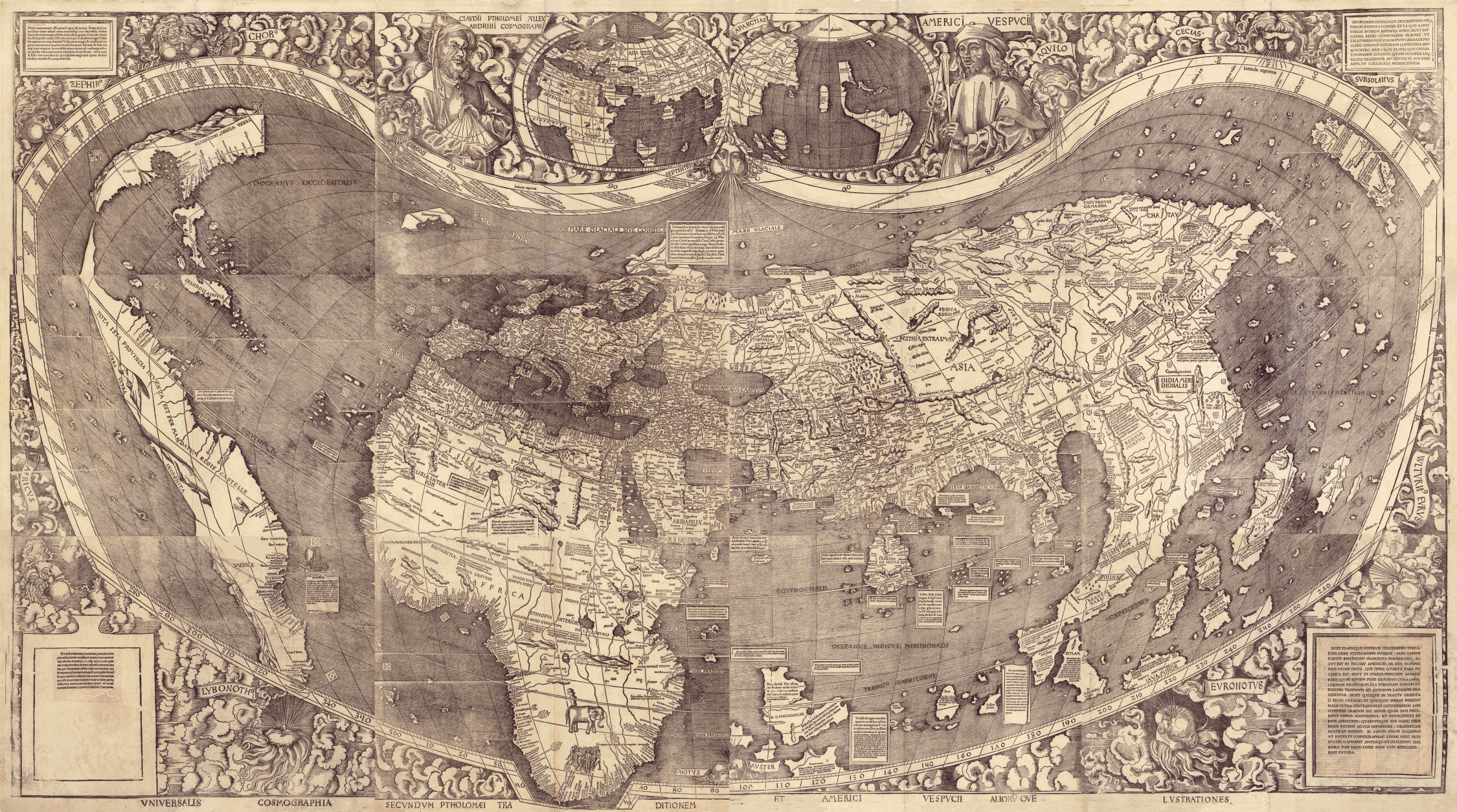
Weltkarte von Martin Waldseemüller, 1507

Im Jahre 1507 gab Martin Waldseemüller zusammen mit Matthias Ringmann einen Globus und eine epochale Weltkarte sowie eine „Einführung in die Kosmographie“ heraus. Auf der Karte findet sich erstmals die Kontinentbezeichnung Amerika, welche auf Drängen von Ringmann – andere Quellen benennen Waldseemüller – aus dem Vornamen des italienischen Forschers und Geografen Amerigo Vespucci gebildet wurde. Dieser hatte wiederum mit seinen Berichten, die ab 1503 unter dem Titel Mundus Novus erschienen, ein solides Fundament zur Geographie Südamerikas geliefert. Als weitere Quellen sind vor allem eine Vielzahl von Portolani als Grundlage in das deutlich darüber hinausgehende Werk eingeflossen.
Die maßgebende Weltkarte war jedoch diejenige Gerhard Mercators von 1569, die unter dem Titel Nova et aucta orbis terrae descriptio ad usum navigantium emendate accomodata erschien. Sie ist die erste Weltkarte, die winkeltreu ist. Bis auf den heutigen Tag werden Seekarten in der Regel in der nach ihrem Entwickler Mercator-Projektion genannten Abbildung veröffentlicht.

#### Atlanten

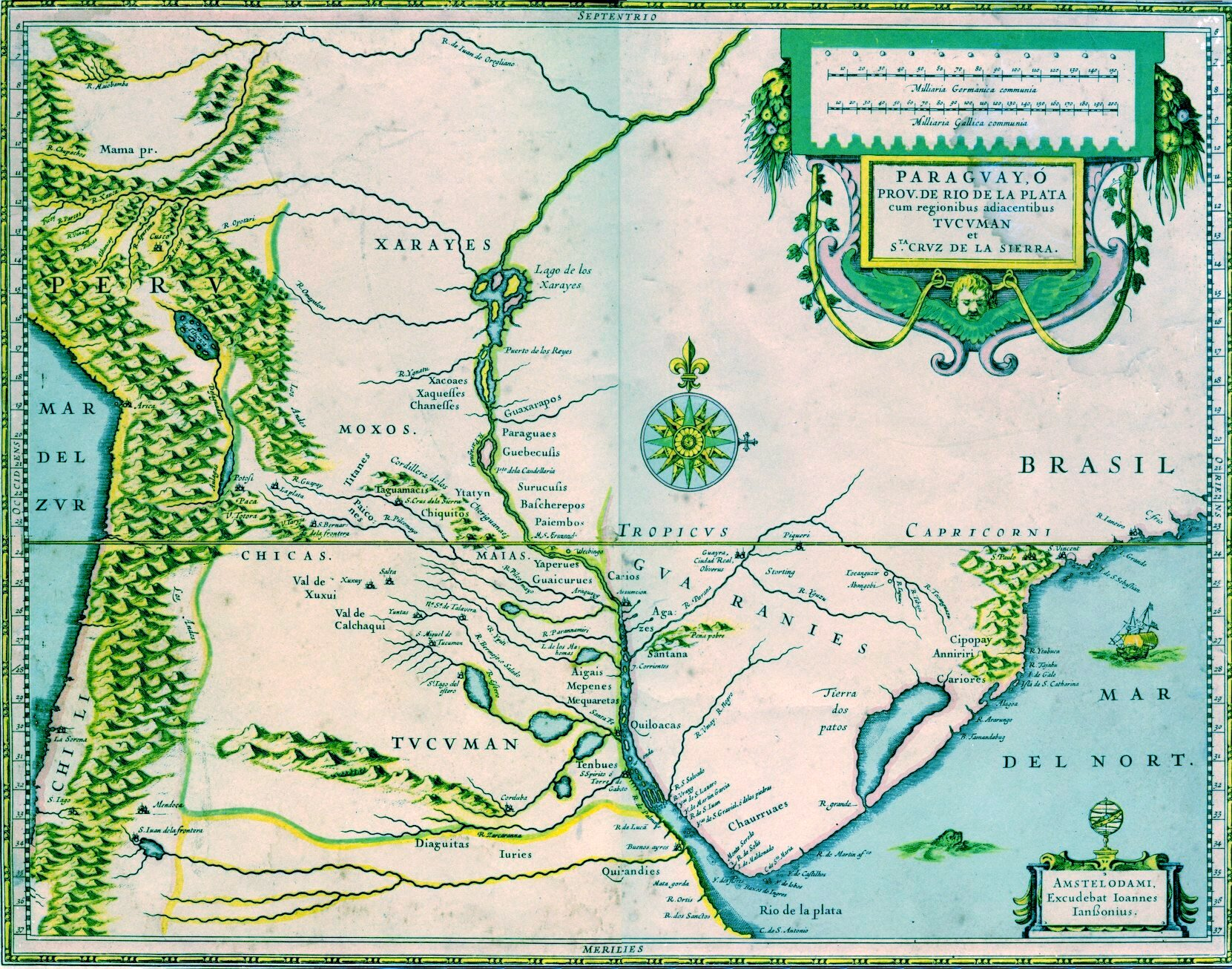
Paraguay als Teil des Vizekönigreichs Peru, Joannes Janssonius, um 1600

Mit dem ungeheuren Anwachsen der geographischen Kenntnisse immer größerer Teile der Welt, der Verbreitung des Buchdrucks und dem Aufkommen eines reichen und gebildeten Bürgertums entstand das Bedürfnis, Karten aller Gegenden in vereinheitlichter Bearbeitung herauszugeben. Als erster erkannte Abraham Ortelius das wirtschaftliche Potenzial und gab 1570 das Theatrum Orbis Terrarum heraus. Dieses Werk kann als erster Erdatlas angesehen werden. Den Begriff „Atlas“ benutzte jedoch Gerhard Mercator als erster für ein Buch mit Karten. Dieses in jeder Hinsicht epochale Werk erschien 1595 unter dem Titel Atlas sive cosmographicae meditationes de fabrica mundi et fabricati figura.
In der Folge waren die niederländischen Kartografen und Verleger maßgebend, genannt seien Jodocus Hondius, Johannes Janssonius und Willem Janszoon Blaeu. Die Atlasproduktion wurde recht eigentlich zu einer Industrie ausgebaut. Der 1662 erstmals erschienene elfbändige Atlas Maior von Joan Blaeu gehörte zu den aufwendigsten und teuersten europäischen Atlanten überhaupt. Die Kupferplatten wurden häufig vererbt oder gelangten nach dem Tod eines Kartografen über eine Auktion an neue Besitzer. Meist wurden die Platten über Jahrzehnte unverändert immer wieder für Drucke benutzt, so dass sie sich mit der Zeit abnützten und veralteten. Dadurch waren die niederländische Atlanten ab dem 18. Jahrhundert nicht mehr konkurrenzfähig; die Marktlücke füllten französische und deutsche Kartografen.

#### Landkarten
Für umkämpfte Gebiete wurden genaue Karten benötigt. Eine 1528 in Ingolstadt gedruckte Ungarnkarte wurde in das Weltdokumentenerbe der UNESCO aufgenommen: „Tabula Hungarie“. Sie wurde von Lazarus Secretarius entworfen und von dessen Lehrer Georg Tannstetter verbessert und mit einem Maßstab versehen.

#### Weitere Kartentypen

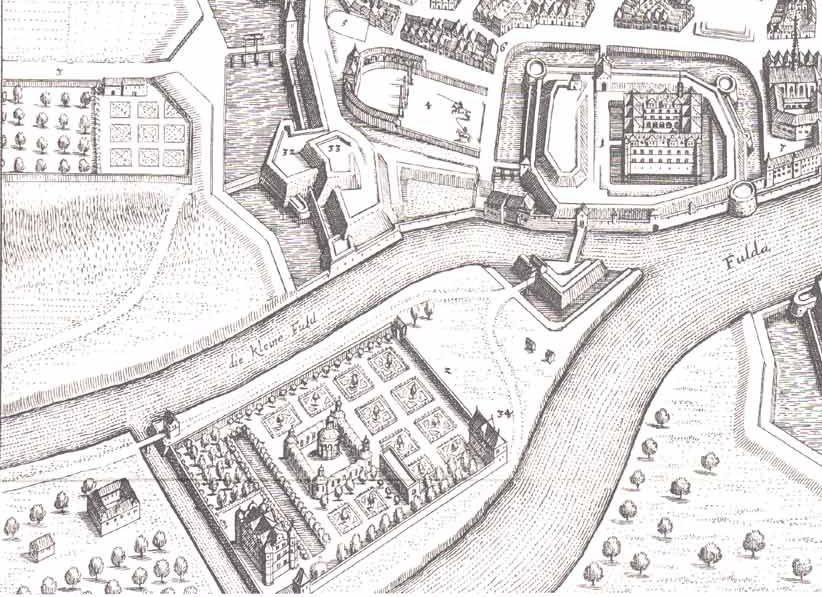
Stadtplan von Kassel (Ausschnitt), Matthäus Merian, 1648

In der frühen Neuzeit kam es auch zur Entwicklung von weiteren Kartentypen und kartenverwandten Darstellungen, deren praktischer Nutzen vor allem Reisende und Händler erfreute. Hervorgehoben sei die Reisekarte als Vorläufer des Straßenatlas, die Meilenscheibe als Frühform der Entfernungstabelle, der Stadtplan und der Vogelschauplan, die Stadtansicht aus der Vogelschau. Diese speziellen kartografischen Produkte bedienten die Bedürfnisse der modernen Kaufleute, die in ganz Europa unterwegs waren und sich in fremden Ländern orientieren mussten. Dadurch eröffneten sich Druckern und kartografischen Verlegern zusätzliche Verdienstchancen. Ebenfalls wurden sogenannte Augenscheinkarten vor Gericht vorgelegt, entweder im Auftrag eines der streitenden Parteien oder des Gerichts selber.

### 18. Jahrhundert
Die Herstellung von Landkarten und Atlanten war, wie der Buchdruck, ein Gewerbe geworden. In Frankreich waren im 18. Jahrhundert Kartografen wie Guillaume Delisle und Jacques-Nicolas Bellin, in Deutschland Johann Baptist Homann und seine Erben in Nürnberg sowie Matthäus Seutter in Augsburg besonders innovativ. Doch auch sie verfielen – wie ihre niederländischen Kollegen in den vorangehenden Jahrhunderten – der Nachlässigkeit, ihre Karten ohne Aufdatierungen immer wieder abzudrucken, so dass nach Jahren oder Jahrzehnten von aktuellen Karten keine Rede mehr sein konnte.
Längerfristig waren alle Privatkartografen mit der einheitlichen topografischen Aufnahme und der kartografischen Bearbeitung ganzer Länder in größeren Maßstäben überfordert. Besonders dem Militär genügten gewöhnliche Atlaskarten nicht mehr, so dass zuerst in Frankreich und – dessen Beispiel folgend – in anderen Ländern der Staat begann, die Kartierung des Staatsgebietes zu finanzieren und dazu etwa ab dem Ende des 18. Jahrhunderts sogar Kartografen als Beamte anzustellen. Mit Jacques und César François Cassini de Thury, welche 1750 bis 1793 die große Triangulation von Frankreich und das darauf gründende große Kartenwerk vollendeten, begann endlich die Zeit der genauen topografischen Landesaufnahmen in modernem Sinn.
Wirklich präzise Landesvermessungen beschränkten sich damals jedoch auf flachere Landstriche, während das Hochgebirge allenfalls schematisch dargestellt wurde. Erst die innovative Tätigkeit der zwei ersten Bauernkartografen aus Tirol, der autodidaktischen Bergbauern Peter Anich und Blasius Hueber, überwand diesen Mangel mit den Arbeiten zum Atlas Tyrolensis (1760–1774). Dazu trugen folgende Neuerungen bei: geeignete Triangulierung auf nahe gelegenen Berggipfeln, gut tragbare Messtische und Visiere, grafische Auswertung erst im Büro, eigene Methoden der Bergprojektion und Lichteinfall aus dem Süden oder Westen. Erstmals stellten sie und die späteren Bauernkartografen auch Gletscher- und Almregionen präzise dar.

### 19. Jahrhundert

#### Amtliche topografische Kartenwerke

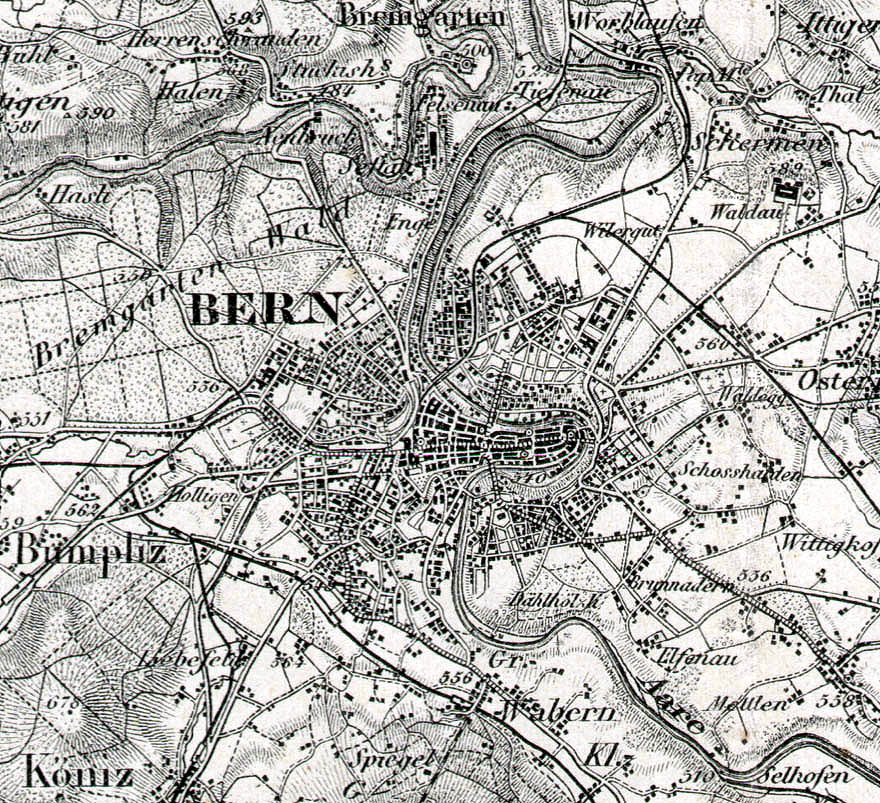
Bern auf der Dufourkarte

Das 19. Jahrhundert ist eigentlich das Jahrhundert der großen Landesaufnahmen. Bis dahin waren zwar schon zahlreiche Staaten topografisch aufgenommen worden, doch wurden die Ergebnisse nicht als Karten gedruckt. Das änderte sich um 1800. Im deutschsprachigen Raum können die Preußische Neuaufnahme, die Franzisco-Josephinische Landesaufnahme in Österreich und die Dufourkarte in der Schweiz beispielhaft genannt werden. Die Dufourkarte wurde zum Vorbild zahlreicher Kartenwerke anderer Gebiete, galt doch ihre Geländedarstellung durch Schattenschraffen mit einer Beleuchtungsrichtung aus Nordwest als sehr anschaulich. Für diese frühen amtlichen Kartenwerke war die dominierende Reproduktionstechnik der Kupferstich.
Ab der Mitte des 19. Jahrhunderts wurde es auch üblich, Karten mehrfarbig zu drucken. Die dazu verwendete Reproduktionstechnik war die 1798 erfundene Lithografie, die sich besonders bei geologischen Karten als überaus vorteilhaft auf die Anschaulichkeit und die Kosten der Kartenherstellung auswirkte. Eines der ersten topografischen Kartenwerke im Farbdruck war die Topographische Karte des Kantons Zürich, sodann die Schweizer Siegfriedkarte und die topografischen Karten von Baden und Württemberg. Obwohl die drei letztgenannten Werke den Namen Topographischer Atlas tragen, handelt es sich doch im heutigen Sprachgebrauch nicht um Atlanten, sondern um Kartenwerke.

#### Privatkartografie

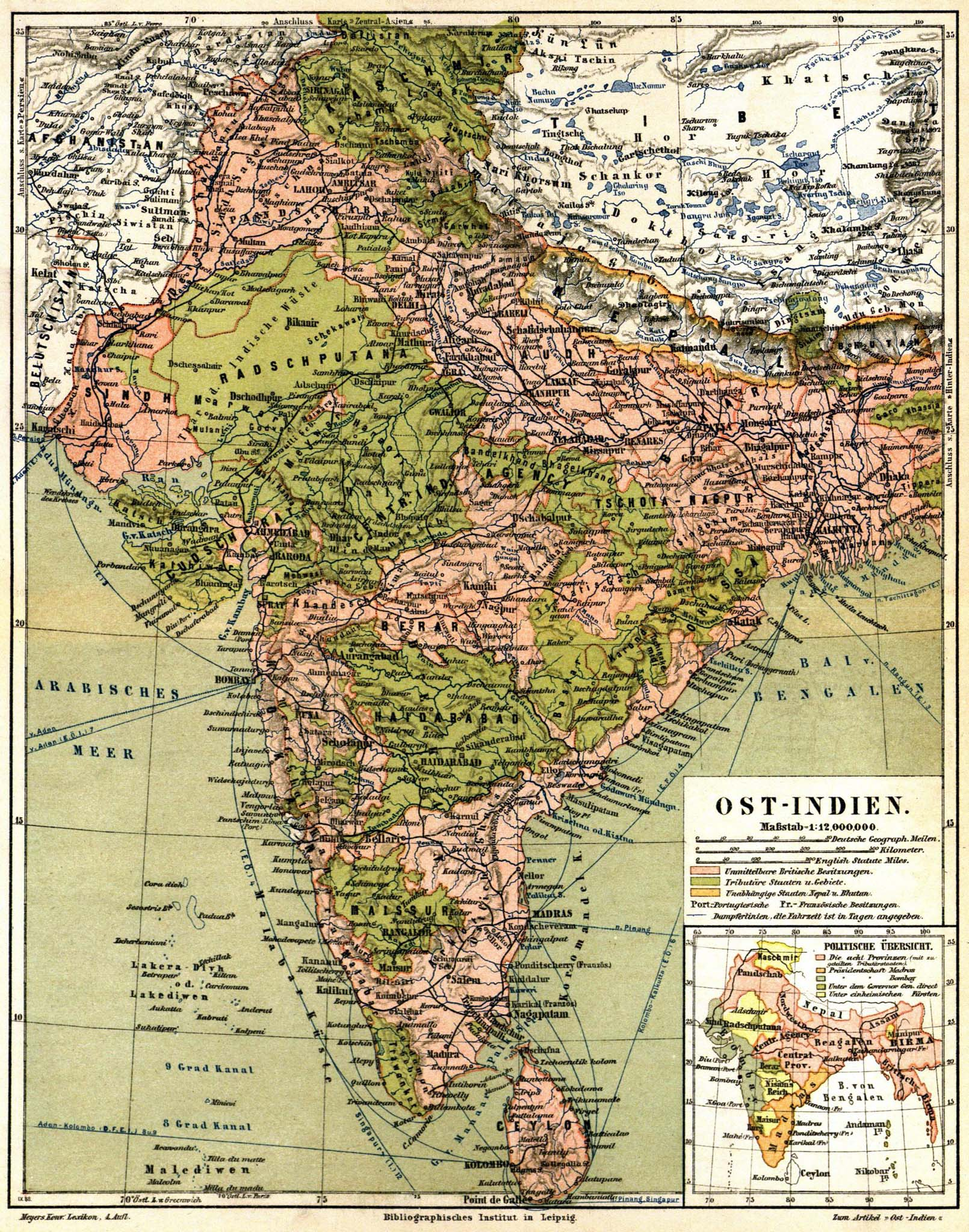
Indien in Meyers Konversationslexikon, 4. Ausgabe (1885–1890)

Selbstverständlich blieben die oben genannten Entwicklungen nicht ohne Einfluss auf die Privatindustrie. Zahlreiche so genannte geografischen Institute wie diejenigen zu Gotha, Weimar und Leipzig gaben Karten heraus. Führend war lange die geographische Anstalt von Justus Perthes in Gotha, in der der Geograph August Petermann ab 1855 die Zeitschrift Petermanns Geographische Mitteilungen herausgab. Sie wurde schnell zur bedeutendsten deutschsprachigen Fachzeitschrift der Geographie, in der alle bedeutenden geographischen Entdeckungen des 19. und 20. Jahrhunderts publiziert wurden. Sie enthielt in jeder Nummer aktuelle Karten, die eine bis anhin nicht gekannte hochstehende Kritik der Quellen aufwiesen.
Deutschland wurde im 19. Jahrhundert führend in der Atlaskartografie. Ab 1817 erschien der Handatlas von Adolf Stieler bei Perthes in Gotha, dem bald Andrees Allgemeiner Handatlas bei Velhagen & Klasing in Bielefeld, Meyers großer Handatlas im Bibliographischen Institut in Hildburghausen (später in Leipzig) sowie die Schulatlanten von Westermann in Braunschweig folgten. Weitere, noch heute tätige Verlage großer Atlanten sind Bartholomew in Edinburgh, De Agostini in Novara, Freytag-Berndt & Artaria in Wien und Rand McNally in Chicago.
Das Problem der Geländedarstellung kann als eines der kartografischen Hauptthemen des 19. Jahrhunderts angesehen werden. Obwohl die Höhenlinie (in der Form einer Tiefenlinie) bereits im 17. Jahrhundert erfunden worden war, tauchte sie doch erst rund 200 Jahre später regelmäßig auf Karten auf. Zwar war die Höhenlinie genau, jedoch nicht besonders anschaulich. Daher wurde besonders in der Schweiz und in Österreich nach neuen Möglichkeiten gesucht und schließlich in der ersten Hälfte des 20. Jahrhunderts in verschiedenen Arten der Schräglichtschummerung gefunden.

#### Meeresdarstellungen auf Weltkarten
Unter dem Einfluss insbesondere der systematischen Kartierung von Küstenverläufen durch staatliche Vermessungsexpeditionen sowie des zunehmenden Forschungsinteresses an den Meeren wandelte sich im 19. Jahrhundert die Darstellung der Ozeane auf Weltkarten. Die zuvor oft weitgehend leeren Flächen wurden vermehrt mit Angaben beispielsweise zu Strömungen, Eisdrift, Walgründen, Seegrasfeldern oder auch Schiffs- und Telegraphenverbindungen gefüllt. Die so angereicherten Weltkarten popularisierten das seinerzeit neuartige Verständnis der Erde als eines systematisch zusammenhängenden Ganzen, für das die Meere eine verbindende Funktion einnehmen, keine trennende, und wirkten damit als Medien der Globalisierung.

### 20. Jahrhundert

#### Internationale Zusammenarbeit
1891 von Albrecht Penck im Grundsatz vorgeschlagen, wurden 1913 die Spezifikationen für eine Internationale Weltkarte 1:1 Mio. festgelegt. In der ersten Jahrhunderthälfte kam das Projekt gut voran, erlitt aber durch den Zweiten Weltkrieg einen herben Rückschlag. 1953 übernahm die UNO das Projekt. Obwohl inzwischen eingestellt und nie fertig bearbeitet, deckt das Kartenwerk doch alle wesentlichen Landflächen der Erde ab. Seine Bedeutung liegt vor allem im weltweiten Versuch einer Standardisierung von Karten und der gemeinsamen Bearbeitung durch Institutionen zahlreicher Staaten.
Die Ausbildung der Kartografie zu einer akademischen Disziplin wurde mit dem Werk Die Kartenwissenschaft (1921–1925) von Max Eckert-Greifendorff eingeläutet. 1925 wurde das weltweit erste Institut für Kartografie an der ETH Zürich durch Eduard Imhof gegründet. Imhof war 1959 auch Spiritus rector und erster Präsident der Internationalen Kartographischen Vereinigung.

#### Wandel der konventionellen Kartentechnik
Infolge der Bedürfnisse des Militärs während der beiden Weltkriege wurden viele kartografische Neuerungen entwickelt. Dazu gehörten einerseits neue Kartentypen wie Karten über die Stellungen des Gegners (und die eigenen Verteidigungslinien), die den Anforderungen der Artillerie gerecht werden mussten und immer wieder schnell zu aktualisieren waren. Ab den 1920er-Jahren wurden Luftbilder gewonnen und diese stereofotogrammetrisch ausgewertet.
Andererseits bildet speziell der Zweite Weltkrieg einen Wendepunkt in der Kartentechnik. Zwar wurde ungefähr ab den 1930er-Jahren allerorten mit neuen oder abgewandelten Varianten zur Reproduktion von Karten experimentiert. Doch die außerordentlichen Bedürfnisse nach Karten während des Zweiten Weltkrieges lösten einen regelrechten Innovationsschub aus. Zwecks Beschleunigung der Produktionsprozesse wurden beispielsweise von der deutschen Wehrmacht die bis dahin geläufigen kartografischen Techniken (Kupferstich oder Lithographie) zu Gunsten der Originalherstellung auf transparenten Folien abgelöst. Besonders Astralon, ein 1938 erfundener Zeichenträger aus Polyvinylchlorid, setzte sich nach dem Krieg auch in privaten kartografischen Verlagen schnell durch.
Schon 1912 war die Schichtgravur auf Glas von den Niederländern in Indonesien erfunden worden. Das Verfahren wurde danach in den USA und in Schweden vereinzelt eingesetzt, worauf es 1953 in der Eidgenössischen Landestopographie erstmals auf breiter Basis zur Produktion der Landeskarte der Schweiz eingeführt wurde. Damit wurde das Verfahren weitherum bekannt und bis in die 1980er-Jahre in Lizenz weltweit vertrieben.

#### Einführung der digitalen Kartografie
Ab den 1960er-Jahren wurde der Computer noch zaghaft in der Kartografie eingesetzt und löste spätestens in den 1990er-Jahren praktisch universell sämtliche konventionellen Kartentechniken ab. Das Berufsbild wandelte sich von der hauptsächlich handwerklichen, je nach Auffassung sogar künstlerischen Tätigkeit radikal zu einer sehr technischen, wenn auch weniger abwechslungsreichen Arbeit vor dem Bildschirm.
Die fast zeitgleich mit der Einführung der Computertechnik einsetzende Verfügbarkeit von Satellitenbildern, die durch Spionage- und Erdbeobachtungssatelliten gewonnen werden, beschleunigte den Wandel in der Kartografie zusätzlich. Für schwer zugängliche oder umkämpfte Gebiete oder bei Katastrophen werden Karten in immer kürzeren Abständen nachgefragt und aktualisiert. Geographische Informationssysteme, die meist Fernerkundungsdaten und kartografisch bearbeitete Daten kombinieren, sind seit den 1990er-Jahren in Europa und den USA verbreitet.

### 21. Jahrhundert
Das noch junge Jahrhundert brachte auf breiter Basis die Etablierung von Routenplanern auf CD-ROM und als Online-Dienst sowie von GPS-Navigationssystemen, die sich in vielen kommerziellen Produkten niedergeschlagen haben. Heute werden im Internet täglich mehr interaktive Karten erzeugt, als kumuliert in den vergangenen Jahrhunderten gedruckt worden sind.
Die Entwicklung mobiler Endgeräte, meist Navigationsgeräte mit grafischer Anzeige, sind gegenwärtig Schwerpunkt zahlreicher Forschungen an kartografischen Instituten. Aber auch Forschungen über virtuelle Realität oder erweiterte Realität sind heute in der Kartografie vertreten, werden jedoch wegen des dazu nötigen technischen oder finanziellen Einsatz zunehmend von kartografiefremden Softwarefirmen geleistet. Als Maßstab für die 3D-Kartendarstellung für die Heimanwendung auf Standard-PCs gilt derzeit Google Earth.

## Entwicklung des Fachs Kartografiegeschichte
Ernsthafte Forschungen zur Geschichte einzelner Karten und Kartenwerke begannen zu Beginn des 19. Jahrhunderts. Mit dem Aufkommen der Lithographie wurde es möglich, auf rationelle Art Reproduktionen alter Karten herauszugeben. Verdient machten sich in dieser Hinsicht der Portugiese Manoel Francisco de Santarém (1839) und der finnisch-schwedische Forscher Adolf Erik Nordenskiöld mit den Werken Facsimile-atlas to the early history of cartography (1889) und Periplus (1897).
Nach dem Ersten Weltkrieg begann der exilierte Russe Leo Bagrow, sich mit den historischen Wurzeln der Kartografie auseinanderzusetzen. Er begründete und leitete ab 1935 bis zu seinem Tod 1957 die Zeitschrift Imago Mundi, die noch immer jährlich auf Englisch erscheint und zu den einflussreichsten Zeitschriften des Fachgebietes gehört. Im deutschsprachigen Raum erscheint seit 1990 halbjährlich die Fachzeitschrift für Kartengeschichte Cartographica Helvetica.
Im Jahr 1964 fand in London die erste Internationale Konferenz zur Geschichte der Kartographie (ICHC) statt. Diese wird seit 1967 jeweils in den ungeraden Jahren abgehalten und zählt mit rund 200 Teilnehmern zu den wichtigsten Anlässen des Fachgebietes (8. ICHC Berlin 1979, 16. ICHC Wien 1995, 22. ICHC Bern 2007). Die Vorträge der ICHC-Reihe werden nicht systematisch publiziert. Im deutschsprachigen Raum etablierte sich ab 1982 unter der Ägide von Wolfgang Scharfe das Kartographiehistorische Colloquium, das seither jeweils in den geraden Jahren mit rund 120 Teilnehmern durchgeführt wird. Diese Vorträge werden in Tagungsbänden publiziert.
Noch immer grundlegend ist das Lexikon zur Geschichte der Kartographie, das 1986 von Ingrid Kretschmer, Johannes Dörflinger und Franz Wawrik herausgegeben wurde. Das Wissen des Fachgebietes wird in Artikeln behandelt, die alphabetisch angeordnet sind und maximal fünf Seiten umfassen. Anders ist die Konzeption des Werkes The history of cartography, das 1987 in den USA durch John Brian Harley und David Woodward begründet wurde und noch nicht abgeschlossen ist. Die Artikel dieses Lexikons sind thematisch geordnet und umfassen bisweilen mehrere hundert Seiten.
Die Fachliteratur zu einzelnen Aspekten der Kartografie- und Kartengeschichte ist mittlerweile unüberschaubar. Seit den 1990er-Jahren ist zudem ein Boom populärwissenschaftliche Bücher zum Thema feststellbar.

### Fachzeitschriften
- Cartographica Helvetica. Fachzeitschrift für Kartengeschichte. Cartographica Helvetica, Murten 1990–2021 [halbjährlich]. ISSN 1015-8480
- Imago Mundi. Journal on the history of cartography. Imago Mundi Ltd., Berlin [jetzt: London] 1935 ff. [jährlich].
- Kartographische Nachrichten 1951 ff. [6 Ausgaben pro Jahr].

### Lexika
- Michael Bischoff: Lemma „Kartographie“. In: Joachim Jacob, Johannes Süßmann (Hrsg.): Der Neue Pauly. Supplemente Bd. 13 (Das 18. Jahrhundert), Stuttgart 2018, ISBN 978-3-476-02472-5, Sp. 411–419.
- J. B. Harley, David Woodward (Hrsg.): The history of cartography. University of Chicago Press, Chicago 1987 ff. [Englisch; bis jetzt 6 Bände erschienen], Online-Ausgabe der ersten drei Bände und des sechsten Bandes
- Ingrid Kretschmer et al. (Bearb.): Lexikon zur Geschichte der Kartographie. Von den Anfängen bis zum Ersten Weltkrieg. Wien: Deuticke, 1986. (Die Kartographie und ihre Randgebiete, Band C). ISBN 3-7005-4562-2
- Werner Stams: Kartographiegeschichte. In: Bollmann, Jürgen; Koch, Wolf Günther (Hrsg.): Lexikon der Kartographie und Geomatik. Band 2. Spektrum Akademischer Verlag, Heidelberg 2002, ISBN 3-8274-1056-8, S. 4–11.
- Helen M. Wallis: Cartographical innovations. An international handbook of mapping terms to 1900. Map Collector Publications, [Tring] [1987], ISBN 0-906430-04-6.

### Monografien
- Leo Bagrow, R. A. Skelton: Meister der Kartographie. 6. Auflage. Gebrüder Mann, Berlin 1994, ISBN 3-7861-1732-2.
- Peter Barber: Das Buch der Karten. Meilensteine der Kartografie aus drei Jahrtausenden. Primus, Darmstadt 2006, ISBN 3-89678-299-1.
- Paul D. A. Harvey: The history of topographical maps. Symbols, pictures and surveys. Thames & Hudson, London 1980.
- Ivan Kupčík: Alte Landkarten. Von der Antike bis zum Ende des 19. Jahrhunderts. Ins Deutsche übertragen von Anna Urbanová. Artia Verlag, Prag 1980.
- Vitalis Pantenburg: Das Porträt der Erde. Geschichte der Kartographie. Stuttgart 1970 (= Kosmos-Bibliothek, 266).
- John Pickles: A History of Spaces: Cartographic Reason, Mapping, and the Geo-coded World. Routledge, 2003.
- Gerald Sammet: Der vermessene Planet. Bilderatlas zur Geschichte der Kartographie. GEO im Verlag Gruner+Jahr, Hamburg 1990, ISBN 3-570-03471-2.
- Ute Schneider: Die Macht der Karten. Eine Geschichte der Kartographie vom Mittelalter bis heute. 2. Auflage, Primus, Darmstadt 2006, ISBN 3-89678-292-4.
- Traudl Seifert: Die Karte als Kunstwerk. Dekorative Landkarten aus Mittelalter und Neuzeit (Ausstellungskataloge / Bayerische Staatsbibliothek; 19). Uhl, Unterschneidheim 1979, ISBN 3-921503-55-8.
- Michael Bischoff, Vera Lüpkes, Rolf Schönlau (Hg.): Weltvermesser. Das Goldene Zeitalter der Kartographie (Ausstellungskatalog / Weserrenaissance-Museum Schloss Brake 2015). Sandstein, Dresden 2015, ISBN 3-95498-180-7.

## Einzelbelege
1. ↑  Geschichte der Kartographie - Historische Grundwissenschaften und Historische Medienkunde - LMU München. Abgerufen am 11. November 2022.
2. ↑  Älteste Landkarte Europas entdeckt orf.at, 8. April 2021, abgerufen am 8. April 2021.
3. ↑  Bronze Age slab found in France is oldest 3D map in Europe bbc.com, 7. April 2021, abgerufen am 8. April 2021. (englisch)
4. ↑  La plus ancienne carte d'Europe? inrap.fr, 6. April 2021, abgerufen am 8. April 2021. (französisch)
5. ↑  Clément Nicolas, Yvan Pailler et al.: La carte et le territoire : La dalle gravée du Bronze ancien de Saint-Bélec (Leuhan, Finistère) prehistoire.org, In: Bulletin de la Société préhistorique française, Jahrgang 118, Heft 1, S. 99–146, April 2021, abgerufen am 8. April 2021. (französisch)
6. ↑  Porticus Vipsania. In: Samuel Ball Platner, Thomas Ashby: A Topographical Dictionary of Ancient Rome. Oxford University Press, London 1929, S. 430 (online).
7. ↑  Plinius, Naturalis Historia 3,17.
8. ↑  Tristan Thielmann: Quellcode der Orientierung. Ein Entwurf des Leon Battista Alberti. In: Sabiene Autsch, Sara Hornäk (Hrsg.): Räume in der Kunst. Künstlerische, kunst- und medienwissenschaftliche Entwürfe. transcript Verlag, Bielefeld 2010, ISBN 978-3-8376-1595-1, S. 231–250, hier: S. 235.
9. ↑  Diese Ungarnkarte wird in der Széchényi-Nationalbibliothek in Budapest aufbewahrt. Links unten ist das Tannstetter (mit dem Humanistennamen Collimitius) verliehene Druckprivileg zu sehen.
10. ↑  So eingeschätzt von Eugen Oberhummer, Franz von Wieser (Hrsg.): Wolfgang Lazius. Karten der österreichischen Lande und des Königreichs Ungarn aus den Jahren 1545–1563. Innsbruck 1906, S. 39.
11. ↑  Wolfgang Struck, Iris Schröder, Felix Schürmann, Elena Stirtz: Karten-Meere. Eine Welterzeugung. Corso, Wiesbaden 2020, ISBN 978-3-7374-0763-2.
12. ↑  Karen Severud Cook: Scribing. The History of Cartography. In: Mark Monmonnier (Hrsg.): Cartography in the twentieth century. Band 6,2, 2015, S. 1394–1396 (uchicago.edu [PDF]).